# Панорамне кіно
Панора́мне кіно́, також синера́мне кіно́ — кінематографічні системи, засновані на розділенні зображення на декілька частин, кожна з яких знімається своїм об'єктивом на окрему кіноплівку Характерною особливістю панорамного кіно був великий горизонтальний кут поля зору кінокамери і сильно зігнутий циліндричний екран з таким же кутом огляду, що перевищує поле зору людини.
Уперше технологія панорамного кіно була використана у 1927 році для зйомки і демонстрації фільму «Наполеон». Найбільший розвиток почався після 1952 року з винаходом панорамної кіносистеми «Сінерама».

Облаштування панорамного кінотеатру

Вдосконалення широкоформатного кіно і поява формату IMAX призвели до відмови від панорамних технологій внаслідок їх дорожнечі та несумісності з масовою кіномережею. Невелика кількість фільмів, знятих в панорамних системах, як в СРСР, так і за кордоном, найчастіше передруковувалися на широкі формати кіноплівки для демонстрації в традиційних кінотеатрах. Нині технологія не використовується.

## Особливості панорамного кіно
Своїй появі панорамне кіно зобов'язане бурхливому розвитку кольорового телебачення у США у 1950 роках і різкому зниженню відвідуваності кінотеатрів. У порівнянні із звичайними системами кінематографа з невеликим екраном, що розглядається здалеку, панорамні забезпечують умови спостереження зображення, близькі до дійсності. Великі кути огляду по вертикалі, і особливо по горизонталі роблять межі кадру малопомітними, а кутові розміри знятих об'єктів близькими до умов їх безпосереднього спостереження. Пристрій кінознімальних апаратів з декількома об'єктивами дозволяло отримувати неспотворений панорамний огляд великих просторів, недоступний звичайним камерам навіть з ширококутною оптикою. Багатоканальний звуковий супровід доповнює «ефект занурення», дозволяючи звуку йти за звучним об'єктом.
Головним недоліком усіх панорамних кіносистем вважається неможливість позбавитися від помітності стиків трьох часткових зображень. У цього явища кілька причин: неминуча різниця в оптичної щільності і перенесенню кольорів різних плівок фільмокопії, відмінності світлової віддачі і колірності різних кінопроєкторів, а також видимість місць перекриття на екрані. Прямі лінії, розташовані неперпендикулярно до оптичної осі центрального об'єктиву, в місці стику зображень «переламуються», порушуючи цілісність панорами. Неточність транспортування на крок кадру і різниця в усадці кіноплівок приводить до видимої взаємної нестійкості сусідніх зображень. При ушкодженні однієї з плівок панорамної фільмокопії, замість загублених кадриків доводилося вклеювати порожній ракорд, або вирізувати таку ж довжину на трьох інших плівках (на двох кіноплівках і магнітній стрічці фонограми). Інакше синхронізація фільму порушувалася.
Крім того, незважаючи на гранично малі розміри знімальних об'єктивів і невелику відстань між ними, паралакс сусідніх зображень неусувний. У зв'язку з цим повний збіг зображень можливий лише на певній найвигіднішій відстані. Далі цієї дистанції знаходиться вузька зона, в якій перекриття поля зору об'єктивів відсутнє, а ближче його предмети можуть двоїтися. Перераховані обставини роблять неможливим застосування варіооб'єктивів і накладають обмеження на рух і розташування камери. Зйомка 3D-фільмов цього формату зажадала б шести кіноплівок і ще більшого ускладнення кінознімального і кінопроєкційного устаткування.
Усі ці недоліки усувні тільки при зйомці одним об'єктивом на загальну кіноплівку, і зумовили подальшу відмову від панорамних систем на користь широкоформатних.

## Система «Сінерама»
У 1952 році американським кіноглядачам була представлена перша комерційно успішна панорамна кіносистема «Сінерама» (англ. Cinerama). Її автори — Фред Воллер і Газард Рівс (англ. Hazard E. Reeves). Слово Cinerama є комбінацією англійських слів Cinema (кінематограф) і Panorama.
Зйомка фільму велася спеціальним кінознімальним апаратом з трьома синхронізованими стрічкопротяжними трактами і трьома кіноплівками. Зображення на плівках створювали три об'єктиви Eastmen Kodak з фокусною відстанню 27 мм, кожен з яких забезпечував горизонтальний кут поля зору 50°. Кут між оптичними осями об'єктивів камери становив 48° з таким розрахунком, щоб отримувані зображення забезпечували взаємне перекриття в межах 2°. Фільмові канали для кіноплівок розташовані так, щоб оптичні осі об'єктивів перетиналися в одній точці перед камерою. У результаті, кіноплівка і об'єктив, розташовані ліворуч, були повернені управо і знімали праву частину загальної картини. На праву плівку знімалася ліва частина широкоекранного зображення, а на середню — центральна.
Система оснащувалася загальним обтюратором, розташованим в точці перетину оптичних осей об'єктивів перед камерою. Це забезпечувало одночасне експонування усіх трьох плівок. Крок кадру на стандартній 35-мм кіноплівці становив 6 перфорацій, що у півтора рази більше стандартного в 4 перфорації. В результаті розмір кадрика на кожній з трьох плівок становив 25,32 мм завширшки і 28,35 мм у висоту, що давало величезну сумарну площу негатива 71,3×27,4 мм, що перевершує будь-який широкоформатний кадр, за виключенням IMAX. Частота зйомки і проєкції «Сінерами» дорівнювала 26 кадрам в секунду, за винятком двох останніх фільмів, коли вона була вибрана стандартною для звукового кіно: 24 кадри в секунду. Зображення з трьох кіноплівок поєднувалися тільки на екрані, даючи горизонтальний кут огляду в 146°, що перевершує людське поле зору, включаючи периферійне. Для зменшення самозасвітки бічні частини екрану виконувалися з окремих вузьких смуг.

## Super Cinerama і Ultra Cinerama
У 1963 році компанією «Сінерама Корпорейшн» було розроблено широкоплівковий варіант «Сінерами» — «Супер Сінерама», в якому замість трьох стандартних кіноплівок 35-мм використовувалися три кіноплівки шириною 70-мм. Це було відповіддю на розвиток широкоформатного кінематографу. «Супер Сінерама» за рахунок використання широкої плівки забезпечувала горизонтальний кут огляду в 220°, що значно перевершувало традиційний варіант, що забезпечував тільки 146°. Під час показу фільму, знятого по цій системі на Міжнародній виставці в Лозанні в 1964 році, використовувався екран 8-метрової висоти і 50-метрової ширини.
Одночасно з «Супер Сінерамою» компанія розробила систему «Ультра Сінерама», засновану на одній широкоформатній плівці, зйомка на яку велася надширококутним об'єктивом. Для демонстрації на сильно зігнутому екрані у фільмокопію при друці вносилися передспотворення, які компенсували кривизну екрану і дозволяли отримати неспотворену проєкцію. Перши фільмом, знятим за системою «Ультра Сінерама», стала стрічка «Цей шалений, шалений, шалений, шалений світ». Аналогічна технологія використовувалася в ранніх варіантах деяких широкоформатних кіносистем, таких як «Тодд АТ» і «Супер Панавіжн 70». З часом цей спосіб проєкції вийшов із вживання, поступившись місцем широкоформатному кіно з плоским екраном, що дозволяє демонструвати фільми будь-яких форматів.

## Кінопанорама (СССР, 1957р.)
Радянська «Кінопанорама» була розроблена у московському Науково-дослідному Кінофотоинстутуті (НДКФІ) на основі системи «Сінерама» під керівництвом О. М. Голдовського і представлена в 1957 році. У деяких країнах, в яких демонструвалися радянські фільми, зняті за цією системою, вона називалася Soviet Cinerama.
Для демонстрації фільмів за цією технологією були побудовані кінотеатри в Москві і Києві, а потім в Ленінграді та інших містах СРСР. На момент відкриття 28 лютого 1958 року московський кінотеатр «Світ» на Кольоровому бульварі був найбільшим у Європі, а за розміром екрану (200 м2) — найбільшим у світі.

## Система Cinemiracle

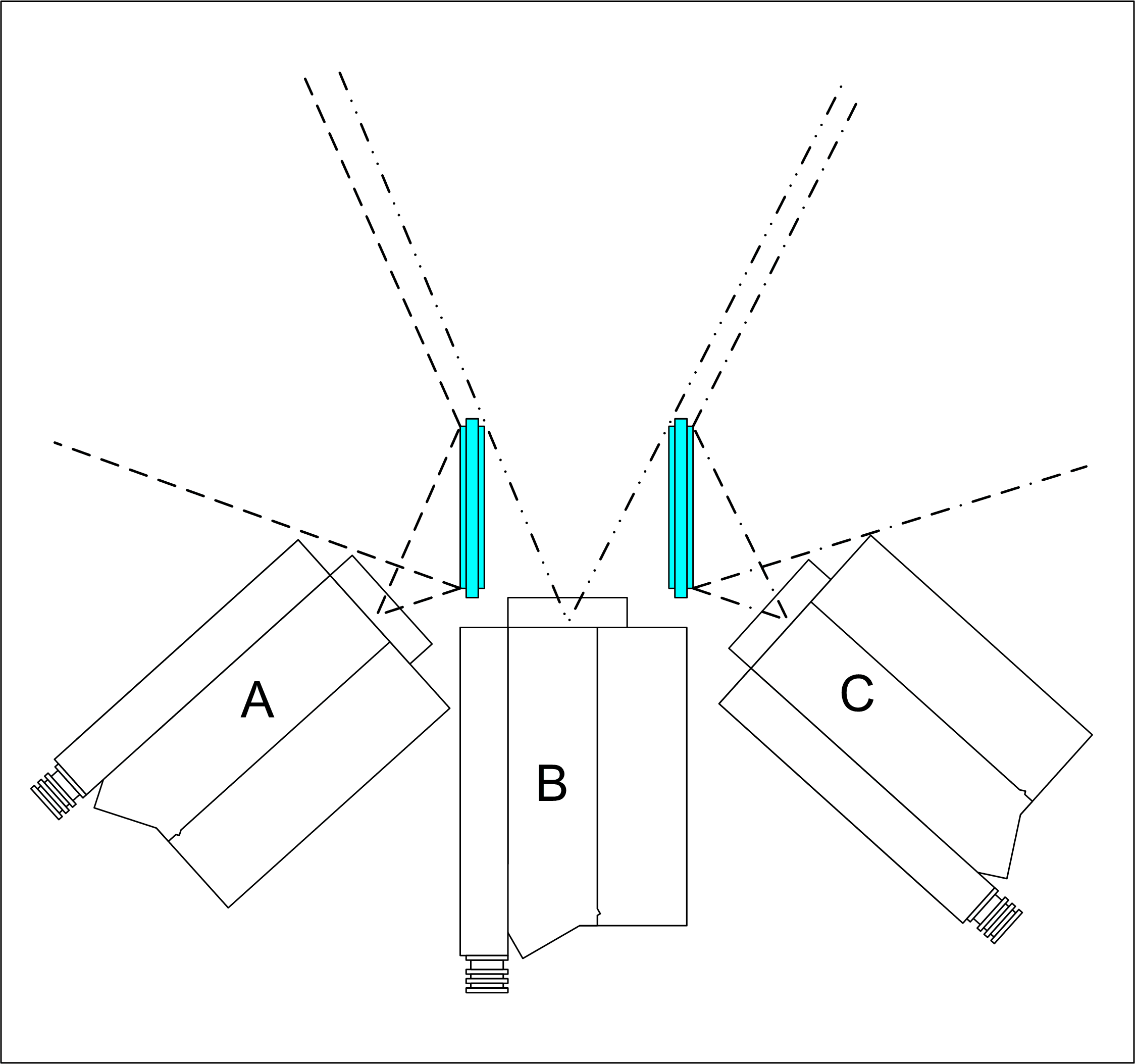
Схема установки «Сінемирекл» з трьох кінокамер

Кіносистема «Сінемірекл» (англ. Cinemiracle) була аналогічною «Сінерамі» і забезпечувала таке ж зображення з трьох плівок, але відмінність полягала в тому, що зйомка велася не одним трьохплівковим апаратом, а комбінацією з трьох звичайних камер Mitchell, встановлених на загальній рамі і знімаючих бічні частини зображення через спеціальні дзеркала. Розробники вважали, що використання дзеркал робить стики зображення менш помітними.
Система використала такі ж розміри кадру на плівці, що і «Сінерама» і ті ж знімальні об'єктиви Eastman Kodak з фокусною відстанню 27 мм. Відмінність полягала в можливості фокусування за допомогою загального електроприводу, тоді як у «Сsнерами» усі об'єктиви мали постійне фокусування на гіперфокальну відстань. Проєкція фільмів «Сінемірекл» велася з однієї апаратної трьома кінопроєкторами через дзеркала, аналогічні вживаним при кінозйомці, але була можлива демонстрація в кінотеатрах «Сінерама». Екран, оригінальний для системи, був зігнутий менше, і забезпечував кут огляду всього у 120°, проти 146° «Сінерами». Система була використана для зйомки тільки одного фільму, який згодом демонструвався, головним чином, за технологією «Сінерами». Настання нових систем одноплівкового широкоформатного кінематографу привело до остаточного краху «Сінемірекл».

### Фільмографія
- 1958 «Парусник» (англ. Windjammer)

## Система Thrillarama
Одна з найменше відомих панорамних систем називалася «Трилларама» (англ. Thrillarama) і використовувала дві 35-мм кіноплівки для створення панорамного зображення. При цьому стик між двома частинами проходив по центру, що зумовило долю формату, що витримав всього кілька показів. Широкоекранний формат «Сінемаскоп» у своїй першій версії давав зображення з близьким співвідношенням сторін, але використовував одну кіноплівку, що не давала стику зображень. Бурхливий розвиток анаморфованих широкоекранних форматів припинив розвиток дешевих версій панорамного кіно.

## Система Карні і Сміта
Дорожнеча систем з кількома кіноплівками призводила до постійних спроб створення панорамної кіносистеми на одній 35-мм кіноплівці. Однією з таких спроб у 1959 році стала «Система Карні і Сміта» (англ. Carney-Smith system), заснована на оптичному розділенні широкоекранного зображення на три частини, які потім компонувалися на одному кадрику стандартної кіноплівки із стандартним кроком в 4 перфорації. Середня, найширша частина з кутом огляду в 90° розташовувалася на всю ширину в нижній частині кадру. Дві бічні частини по 45° кожна розташовувалися у двох верхніх чвертях кадру над головною частиною зображення. Для зйомки за такою системою були придатні звичайні кінознімальні апарати із спеціальною оптичною системою замість знімального об'єктиву. При проєкції усі частини зображення оптично «збиралися» на сильно зігнутому екрані в одне широкоекранне. Така система дозволяла отримати при зйомці горизонтальний кут огляду до 180° із співвідношенням сторін 4,4:1, але сильно поступалася за якістю зображення «Сінерамі» через малої площу кадру. Було знято єдиний експериментальний фільм, але жодна з кіностудій так і не купила цю технологію, пізніше названу авторами «Ротоскоп» (англ. Rotoscope).

## Система Wonderama (Arc-120)
Ця кіносистема, що з'явилася в 1960 році, була компромісом між анаморфованими широкоекранними форматами і панорамними. Для створення фільмокопій «Вондерама» використовувалися негативи фільмів, знятих у форматах «Сінемаскоп» або «ТОДД-АТ». Але при оптичному друці зображення ділилося по центральній вертикальній лінії на дві рівні половини, які оберталися на 90° і друкувалися підставами один до одного на одному кадрику стандартної кіноплівки 35-мм. При друці з анаморфованого негативу зображення дезанаморфувалося, таким чином на кадрі фільмокопії розміром 25×18,3 мм розташовувалися дві частини зображення, які при зворотньому складанні давали кадр розміром 36,6×12,5 мм із співвідношенням сторін 2,9:1. Для друку використовувалася уся ширина кіноплівки між перфораціями, а магнітна двоканальна стереофонограмма наносилася на зовнішню кромку плівки у перфорації.
Для проєкції таких фільмокопій на зігнутий екран застосовувалися звичайні кінопроєктори із спеціальною оптичною системою «АРК-прожекшн» (англ. Arc-projection), що складається з призм і двох об'єктивів.